# Шпінель Йосип Аронович
Шпінель Йосип Аронович  (1892—1980) — радянський художник, художник кіно, педагог. Заслужений діяч мистецтв РРФСР (1940). Лауреат Сталінської премії другого ступеня (1951).

## Біографічні відомості
Народився 7 листопада 1892 р. в м. Біла Церква Київської обл.. Закінчив Київське художнє училище (1914) та Вищі державні художньо-технічні майстерні (1927). 
З 1921 року працював у театрі, з 1927 року — у кіно, коли був запрошений на Одеську кіностудію ВУФКУ. 1928 року почав викладати в Одеському кінотехнікумі, а потім у Київському кіноінституті.
З 1933 року працював на студії «Москінокомбінат» («Мосфільм» — з 1935 року). 
Один із засновників художнього факультету Всесоюзного державного інституту кінематографії, де викладав з 1940 року (з 1965 — професор).
Помер 2 липня 1980 р. в Москві.

## Фільмографія
Художник-постановник українських кінокартин:
- «Крізь сльози» (1928, реж. Г. Гричер, ВУФКУ (Одеса)
- «Напередодні» (1928, реж. Г. Гричер, ВУФКУ (Одеса)
- «Очі, які бачили» (1928, реж. В. Вільнер, ВУФКУ (Одеса)
- «Нічний візник» (1928, у співавт.; реж. Георгій Тасін, ВУФКУ (Одеса)
- «Арсенал» (1928, у співавт.; реж. О. Довженко, ВУФКУ (Одеса)
- «Дві жінки» (1929, реж. Г. Рошаль, ВУФКУ (Одеса)
- «Новими шляхами» (1929, реж. П. Долина, ВУФКУ (Одеса)
- «Мертва петля»/«Пілот і дівчина» (1929, реж. О. Перегуда, ВУФКУ (Одеса)
- «П'ять наречених» (1930, ВУФКУ (Одеса)
- «Гість з Мекки» (1930, у співавт.; «Українфільм» (Одеса)
- «Людина з містечка» (1930, у співавт.; реж. Г. Рошаль, «Українфільм» (Одеса)
- «Хранитель музею» (1930, реж. Борис Тягно, «Українфільм» (Одеса)
- «Життя в руках» (1930, реж. Д. Мар'ян, «Українфільм» (Одеса)
- «Приймак» (1931, у співавт.; реж. О. Штрижак, «Українфільм» (Одеса)
- «Людина без футляра» (1931, реж. В. Строєва, «Українфільм»)
- «Чорна шкіра» (1930, реж. П. Коломойцев, «Українфільм»)
- «Кондуїт» (1935, «Українфільм») та ін.

Художник-постановник:
- «Петербурзька ніч» (1934, у співавт.; реж. Г. Рошаль, В. Строєва)
- «Пампушка» (1934, у співавт; реж. М. Ромм)
- «Покоління переможців» (1936, у співавт.; реж. В. Строєва)
- «Троє з однієї вулиці» (1936, у співавт.)
- «Зорі Парижа» (1936, у співавт.; реж. Г. Рошаль)
- «Гаврош» (1937, у співавт.; реж. Т. Лукашевич)
- «Олександр Невський» (1938, реж. С. Ейзенштейн)
- «Сім'я Оппенгейм» (1938, реж. Г. Рошаль)
- «Юні комунари» (1938, у співавт.)
- «У пошуках радості» (1939, у співавт.; реж. Г. Рошаль, В. Строєва)
- «Баби» (1940)
- «Першодрукар Іван Федоров» (1941)
- «Машенька» (1942, у співавт.)
- «Хлопець з нашого міста» (1942, у співавт.)
- «Іван Грозний» (1944—1945, реж. С. Ейзенштейн)
- «Наше серце» (1946)
- «Повість про справжню людину» (1948)
- «Змова приречених» (1950, реж. М. Калатозов)
- «Великий концерт» (1951, у співавт.; реж. В. Строєва)
- «Великий воїн Албанії Скандербег» (1953, реж. С. Юткевич)
- «Ми з вами десь зустрічалися» (1954, у співавт.)
- «Дорога» (1955)
- «Вольниця» (1956, реж. Г. Рошаль)
- «Доля поета» (1959, у співавт.)
- «Ходіння по муках» (1959, реж. Г. Рошаль)
- «Суд божевільних» (1961, у співавт. з Г. Гривцовим та А. Соколовим; реж. Г. Рошаль)
- «Апасіоната» (1963, к/м)
- «Рік як життя» (1966, реж. Г. Рошаль)